# Giuseppe Molinero
Giuseppe Molinero (Ceva, 26 luglio 1884 – ...) è stato un generale italiano.
Ufficiale del Corpo dei bersaglieri del Regio Esercito, combatte durante la prima e la seconda guerra mondiale. Responsabile della difesa della città di Palermo durante l'invasione della Sicilia da parte degli Alleati nel luglio 1943, fu accusato di non aver fatto il possibile per contrastare l'avanzata degli americani, lasciandosi catturare senza combattere presso il suo comando.

## Biografia
Nacque a Ceva, presso Cuneo, nel 1884, si arruolò nel Regio Esercito nel 1906, uscendo dall'accademia di Modena il 4 settembre 1908, quale sottonente dei bersaglieri, prendendo parte alla prima guerra mondiale. Tra il 31 maggio 1916 e il 31 maggio 1917 ricoprì l'incarico di comandante del XLII Battaglione del 19º Reggimento bersaglieri. Dal 1º settembre 1918 al termine del conflitto ricoprì l'incarico di comandante del XVI Battaglione del 10º Reggimento bersaglieri. Maggiore del XXXV Battaglione del 10º Reggimento nel 1919 operò in Albania venendo decorato con la Medaglia di bronzo al valor militare per un fatto d'armi avvenuto nella zona di Scutari.
Prestò successivamente servizio per 4 anni in Abissinia con il grado di colonnello (anzianità 1º ottobre 1932) e per i servizi resi in colonia fu decorato con la Croce di Cavaliere dell'Ordine militare di Savoia il 4 ottobre 1938.
Nel 1939 è al comando del 1º Reggimento bersaglieri, facente parte della 54ª Divisione fanteria "Napoli".
Promosso Generale di brigata, dopo un periodo a disposizione del XVI Corpo, il 13 giugno 1940 assunse il comando della Zona militare di Milano, per poi passare, dal 1º maggio 1942, alla Difesa territoriale della stessa città, per incarichi speciali. Elevato al grado di Generale di divisione, fuori quadro, dal 1º gennaio 1942, in vista dell'invasione della Sicilia viene posto al comando della "Difesa Porto N", a Palermo  a cui, nel luglio 1943 viene aggregato anche il 1º Gruppo da 100/17 del 25º Reggimento artiglieria "Assietta".

### Operazione Husky
Al generale di divisione Molinero fu affidato il compito di trattare con gli Alleati la resa della città.
La sera del 22 luglio 1943 un gruppo di combattimento della 2ª Divisione Corazzata americana, facendosi a fatica strada tra la folla di civili esultanti, raggiunse senza incontrare resistenza la sua residenza per poi scortarlo fino al prefissato incontro con il generale statunitense Geoffrey Keyes.
All'incontro assistettero tra gli altri anche un interprete italiano, un frate cappuccino e un reporter di guerra ungherese, Endre Friedmann, meglio conosciuto come Robert Capa che immortalerà l'evento con alcune foto poi divenute famose.
Egli cercò senza successo di ottenere gli onori delle armi e di evitare la prigionia ai suoi soldati, chiedendo all'americano il permesso di smobilitazione (almeno per i militari residenti in Sicilia). Keyes rifiutò e, sprezzante, pretese una resa senza condizioni che verrà firmata velocemente dopo essersi recati assieme al Palazzo dei Normanni.
Successivamente, una pattuglia dell'82ª Divisione Aviotrasportata americana riuscì anche a catturare la sera del 22 luglio il generale Giovanni Marciani, comandante della 208ª Divisione costiera, mentre teneva rapporto ai suoi ufficiali al Palazzo reale di Palermo.

### Critiche per la mancata difesa di Palermo
Il gen. Guzzoni così scriveva in un suo rapporto della fine di luglio a Superesercito a Roma: "(…) Per quanto in particolare concerneva difesa Porto "N" espressamente ordinavo che fosse fatta ad oltranza agli ordini del gen. Molinero. (…) Giorno 21 corr., seguito ordine codesto Superesercito, ordinavo al XII C.A., Marina Messina et Difesa Porto "N" immediata distruzione porto Palermo.(…) Sono in corso accertamenti responsabilità per inesplicabile mancata difesa città et mancata inutilizzazione porto. Riservomi riferire";
.
La faccenda ha un suo seguito ai primi di agosto, quando lo stesso C.te riferisce nei dettagli allo SMRE i suoi ordini (ineseguiti) per la Difesa Porto "N". Al punto C, "Responsabilità", l'alto ufficiale sottolinea che al momento "(…) non si hanno elementi per stabilire eventuali colpe, né si conoscono i particolari dell'occupazione di Palermo. (…)";

Nemmeno l'armistizio ferma gli accertamenti in corso volti ad individuare singole responsabilità penali sulla campagna.
In un documento inviato al Ministro della Guerra, il cui oggetto è: "Fatti gravi avvenuti durante l'invasione della Sicilia da parte degli alleati anglo-americani", al punto 1 lettera C, pp. 1–2, inerente "Difesa Porto di Palermo", si legge "Il generale Molinero fu catturato inopinatamente nella sede del suo comando da una irruzione di camionette americane. Non pare abbia preso qualche disposizione di sicurezza pur sapendo che il nemico era a circa 2 Km. da lui (deposizione maggiore Morelli), come pure il generale Marciani, poco dopo, nel Palazzo Reale di Palermo, colto mentre teneva rapporto. È evidente la mancanza di misure precauzionali, per cui la sorpresa fu possibile o enormemente facilitata per la inconsistenza di ogni nostro deposito reattivo";